# Krybende hestegræs
Krybende hestegræs (Holcus mollis) er en flerårig, urteagtig plante (græs), der danner udløbere og derfor får en fladedækkende vækst. Arten hører hjemme på let skyggede steder: krat og skovbryn, og den kan bruges som bunddække på tilsvarende steder i haverne.

## Kendetegn
Krybende hestegræs er en flerårig, urteagtig græsart med en fladedækkende vækst. Stænglerne er opstigende, runde i tværsnit og furede. Knæene er hårede. Bladene sidder spredt, og de er flade og linjeformede med hel rand. Begge bladsider er let blåligt græsgrønne. Blomstringen foregår i juli-august, og blomsterne er samlet i småaks, der danner endestillede toppe. Småakset rummer to blomster, hvoraf den øverste er rent hanlig, mens den nederste er tvekønnet. De enkelte blomster er uregelmæssige (som det er sædvanligt hos græsserne) med udragende og knækket stak. Frugterne er nødder (”korn”).
Rodsystemet består af krybende jordstængler og trævlede rødder.
Planten når en højde, der ligger på ca. 40 cm (på de blomstrende skud), mens bredden bestemmes af tilvæksten på jordstænglerne og skud derfra.

## Udbredelse
Krybende hestegræs er naturligt udbredt i Makaronesien, Nordafrika, Lilleasien og det meste af Europa. I Danmark er planten almindelig de fleste steder. Arten er knyttet til let skyggede voksesteder med en jord, der er sur, middelfugtig og næringsfattig. Derfor findes den i lyse skove, krat og skovbryn.
Beira-Duriense, som er bjergene syd for Douro i Portugal, består mest af granit. Her findes rester af de oprindelige egeskove, hvor arten vokser sammen med bl.a. blåmunke, draphavre, kambregne, almindelig mælkeurt, almindelig pære, Aquilegia dichroa (en art af akeleje), Crocus serotinus (en art af krokus), Genista florida (en art af visse), kantet konval, kornet stenbræk, kranstorskemund, kratviol, lægeærenpris, Omphalodes nitida (en art af kærminde), pyramidelæbeløs, pyrenæisk eg, rundfinnet radeløv, spansk klokkeskilla, stilkeg, stor fladstjerne, trillinganemone og trælyng

## Anvendelse
Sorten Holcus mollis 'Albovariegatus', der har hvidbrogede blade, bruges i haverne som bunddække.

## Galleri
|  |  |
|  |  |

## Note
1. ↑  J.D. de Almeida: Flora and vegetation of Beira-Duriense mountains - an introduction Arkiveret 22. februar 2014 hos  Wayback Machine – kortfattet oversigt over disse vegetationstyper (engelsk)
2. ↑  Den er dog særdeles aggressiv, så man bør kun bruge den, hvor den ikke kan tage magten fra mere ønskværdige planter